# Elymus duthiei
Elymus duthiei är en gräsart som först beskrevs av Aleksandre Melderis, och fick sitt nu gällande namn av Gurcharan Singh. Elymus duthiei ingår i släktet elmar, och familjen gräs. Inga underarter finns listade i Catalogue of Life.